# Hugo Wittich
Karl Hugo Wittich (* 27. Februar 1823 in Dörflas; † nach 1897) war ein deutscher Rittergutsbesitzer und Abgeordneter.

## Leben
Wittich war der Sohn des Rittergutsbesitzers Karl August Friedrich Wittig und dessen Ehefrau Anne Christine Luise geborene Dittmar aus Heinrichshütte. Er war evangelisch-lutherischer Konfession und mit Berta Wittig (* 3. März 1826; † 3. Januar 1885 in Dörflas) verheiratet. Von 1851 bis 1857 war er Pächter des elterlichen Rittergutes Dörflas und wurde am 29. Januar 1861 selbst mit dem Rittergut belehnt, wobei er die Lehnschulden des Vaters vom 9204 Reichstalern mit übernahm. Zum 1. März 1897 verkaufte Hugo Wittig das Gut an den Fabrikanten Gottlob Grimm.
Vom 6. August 1867 bis zum 31. Dezember 1873 und vom 11. November 1878 bis zum 11. November 1884 war er Abgeordneter im Greizer Landtag.